# Maliens (tribu grecque)
Pour les articles homonymes, voir Mali (homonymie).

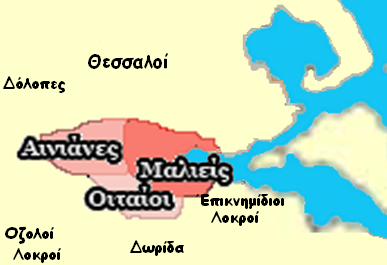
Une situation géographique du pays Malis.

Les Maliens ou Méliens sont un peuple de la Grèce antique qui réside dans le pays de Malis, à l'embouchure de la rivière Sperchios, en Thessalie.

## Histoire
Le territoire des Maliens était compris entre les massifs de l'Othrys et de l'Œta, entourés par des peuples comme les Œtéens et les Dolopes. Leur origine semble dorienne, comme les Thessaliens dont ils étaient les tributaires.
La tribu était elle-même répartie en 3 sous-tribus : les Paraliens, les Trachiniens et les Maliens Sacrés.
Elle possédait plusieurs villes :
- Aegoneia ;
- Anthela, près des Thermopyles, où se tenait l'assemblée des Amphictyons chaque année[3],[4] ;
- Anticyre ;
- Colaceia ;
- Irus ;
- la plus importante d'entre elles : Trachis. Cette dernière sera renommée Héraclée de Trachis, après la transformation en colonie spartiate au Ve siècle.

## Postérité
Le territoire des Maliens, et en particulier des Trachiniens, est le lieu de nombreuses légendes de la mythologie grecque :
- leur héros Céyx et son épouse Alcyone, transformés en martins-pêcheurs ;
- la mort d'Héraclès, après son empoisonnement avec le tunique de Nessos.

Parmi les personnalités historiques de la région figure Éphialtès, traître pro-perse pendant la deuxième guerre médique, et qui venait de Trachis.
Le golfe Maliaque est nommé d'après les Maliens.